# 劉寵 (樂安王)
刘宠（1世纪？—121年5月1日），一名伏胡，千乘貞王劉伉之子。

## 生平
永元五年（93年）正月廿四，刘伉去世，刘宠袭封千乘王位。永元七年（95年），改国名乐安国，刘宠为乐安王。在位二十八年，永寧二年三月丁未（122年5月1日）于京师洛陽薨逝，谥号为夷，葬于洛阳。子劉鴻嗣位，刘鸿的儿子就是汉质帝。另一子刘得嗣平原王，永宁元年（120年）卒，无子。少子劉延平为清河王，劉延平的儿子就是刘蒜。

## 子女
- 勃海孝王劉鴻（後嗣）
- 平原哀王劉得
- 清河恭王劉延平